# Richardia teevani
Richardia teevani är en tvåvingeart som beskrevs av Charles Howard Curran 1934. Richardia teevani ingår i släktet Richardia och familjen Richardiidae. Inga underarter finns listade i Catalogue of Life.